# Plummer Roddis
Plummer Roddis was een warenhuisketen in het zuiden van Engeland. In 1928 werd deze overgenomen door Drapery Trust, een divisie van het moederbedrijf Debenhams.

## Geschiedenis
Plummer Roddis ontstond in de 19e eeuw uit een aantal afzonderlijke bedrijven. William Plummer begon als textielhandelaar in Hastings en had in 1871 een winkel aan Robertson Street 3, voordat hij een andere winkel opende op de hoek van Above Bar en Commercial Street in Southampton. George Roddis werd in 1870 vermeld als textielhandelaar in Market Harborough en in 1881 werd hij partner bij Roddis & Goldsmith op 1-2 Robertson Street in Hastings. 
In 1896 bundelden William Plummer, George Roddis en Reginald Tyrrell, een textielhandelaar uit Bournemouth, hun krachten om Plummer, Roddis & Tyrrell Limited op te richten. Dit nieuwe bedrijf werd opgericht om de winkels te kopen waarin de verschillende partners al een belang hadden, Plummer & Lawford in Eastbourne; R. Tyrrell & Sons met vestigingen in Bournemouth en Boscombe en Plummer, Roddis & Beecroft met vestigingen in Hastings en Folkestone.
Twee jaar later gaf Reginald Tyrrell echter zijn belang in het bedrijf op om zich te concentreren op zijn andere snelgroeiende bedrijf, Tyrrell & Green, in Southampton. Op dat moment veranderden de overige partners de naam van het bedrijf in Plummer Roddis Limited.  Plummer Roddis was een bekende naam geworden langs de zuidkust van Engeland tegen de tijd, dat het in 1905 vermeld werd in 'Kipps: The Story of a Simple Soul' van H.G. Wells.
In 1914 rapporteerde het bedrijf een winst van £ 19.208. In 1919 was dit cijfer echter bijna verdrievoudigd tot £ 56.927, waarna een dividend van 10% werd uitgekeerd. Het bedrijf bleef groeien met de aankoop van Sharmans uit Brighton in december 1919.
In 1927 werd de vlaggenschipwinkel in Hastings herbouwd naar een ontwerp van de architect Henry Ward (hij ontwierp ook toevoegingen aan de winkel in Brighton), terwijl de vestigingen in Southampton en Bournemouth werden herbouwd en uitgebreid. De laatste bouwwerkzaamheden die vóór de Tweede Wereldoorlog moesten worden voltooid, waren de uitbreidingen van Bournemouth in 1938. Het hoofdkantoor van de Plummer Roddis-groep was destijds aan Sillwood Road, Brighton.
In 1928 werd het bedrijf onderdeel van Drapery Trust, eigendom van Debenhams. Het nieuwe moederbedrijf steunde de voortdurende ontwikkeling van de Plummer Roddis-divisie met het toevoegen van een nieuwe vestiging in Weymouth (voorheen Robert R. Talbot) in 1928.

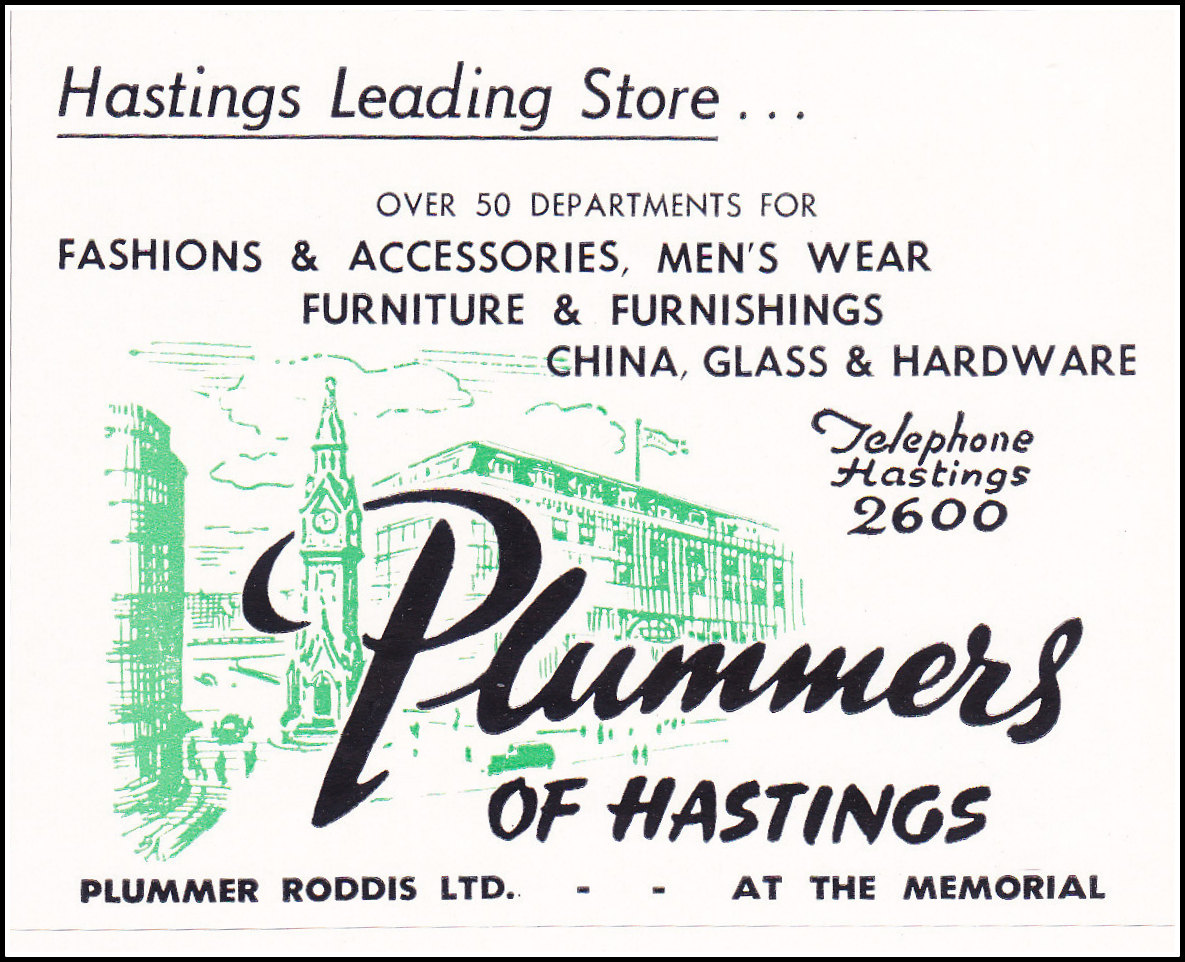
Advertentie van Plummers in Hastings

Tijdens de Tweede Wereldoorlog werd de winkel in Southampton volledig verwoest door Duitse bombardementen. De handel ging daarna door vanuit een aantal tijdelijke locaties in de stad totdat er uiteindelijk een nieuwe permanente winkel was voltooid. 
De overname van winkels op nieuwe locaties droeg bij aan de aanvulling van de handel en het tegengaan van de oorlogsschade die bestaande onderdelen van het bedrijf hadden geleden. Het aantal filialen nam toe met verschillende aankopen tijdens de oorlogsjaren:
- 1941 - F. Ealand, Bad
- 1941 - Frederick Taylor, Yeovil
- 1942 - W. Percival Clark, Andover
- 1943 - C. Morrish & Son, Lewes
- 1943 - TA Brown & Sons, Winchester

Moederbedrijf Debenhams breidde de aanwezigheid van de groep aan de zuidkust na de oorlog uit en voegde in 1956 een winkel toe aan Southsea. Daarna werd een winkel geopend in de badplaats Southend-on-Sea in Essex. De voltooiing van de nieuwe winkel in Southampton in 1965 werd gevolgd door nog een aanzienlijke investering in Guildford, waar langs de rivier de Wey een nieuw warenhuis van 21.000 m² werd gebouwd. De nieuwe Plummer Roddis in Guildford werd geopend in 1968 
In de jaren 1970 volgden grote veranderingen in de activiteiten van Debenhams, toen rationalisatie en plannen voor een nationaal zichtbare merkidentiteit binnen de hele groep werden geïmplementeerd. De Plummer Roddis winkel in Southsea werd in 1970 gesloten en op een veiling verkocht.
Begin jaren 1970 werden de winkels omgedoopt tot Debenhams, behalve in Southampton waar Edwin Jones de nationale naam aannam. In 1972 werd de winkel in Bournemouth heropend onder de naam Debenhams en een jaar later gesloten, toen Debenhams besloot de Bobby & Co.- winkel in de stad om te dopen tot Debenhams. Het filiaal in Boscombe werd een jaar eerder gesloten.
De winkel in Southampton bleef opereren onder de naam Plummers na een management buy-out, maar werd uiteindelijk gesloten op 14 augustus 1993. 
In 2000 bleven alleen Hastings en Guildford, respectievelijk de eerste en laatste winkels van de Plummer Roddis-groep die werden geopend, handelen onder de naam Debenhams.